# Daniel Auber
Daniel Auber, pontosabban Daniel-François-Esprit Auber (Caen, 1782. január 29. – Párizs, 1871. május 12.) francia zeneszerző, a 19. századi francia vígopera egyik legjelesebb képviselője.

## Élete
Atyja párizsi műkereskedő volt. Kamaszkorát Angliában töltötte, ahol kereskedőnek készült. 1804-ben visszaköltözött Párizsba, és pályát változtatott: zeneszerző lett.
1806-ban lépett be az „Apolló gyermekei” társaságba. Hangszeres művei közül négy gordonkaversenye, Mazas-nak ajánlott hegedűversenye (1808) és zongoratriója említendő. Írt egy misét is; később ebből illesztette A portici némába az Esz-dúr imát vegyes karra a cappella. Operaszerzőként 1805-ben mutatkozott be. Előbb Boieldieu-nél tanult, majd Cherubini – miután meghallgatta első két operáját – maga mellé vette az ifjú tehetséget, hogy kitanítsa a zeneszerzés fortélyaira. Auber az 1820-as évek elején kamatoztatta a tanultakat, miután első dalműveinek lanyha fogadtatásán okulva Rossini modorát kezdte utánozni. Ekkor érte el első igazi sikereit. Hamarosan tartós együttműködést alakított ki Eugène Scribe-bel: vígoperáinak többségét az ő librettóira írta.
Hírneve gyorsan nőtt, és művészete az 1820-as évek második felében érte el csúcspontját: A portici néma című művét a francia nagyopera egyik prototípusának tekintik.
- 1829-ben az Institut National de Musique tagjává választották;
- 1842-ben a Conservatoire igazgatójává,
- 1857-ben III. Napóleon udvari karmesterévé nevezték ki.
- A párizsi opera igazgatójának posztját nem fogadta el, mert úgy érezte, elvenné az idejét a zeneszerzéstől.

Ő írta az 1862-es londoni világkiállítást megnyitó zeneművet. Utolsó operáját 1869-ben mutatták be.

## Operái
Zenéje kivételesen dallamos, szellemes, többnyire vigan lüktető, szükség szerint pajkos vagy drámai. Hangszerelése finom. Negyvenegy operát írt:
- L’erreure d’un moment (Párizs, 1805),
- Jean de Couvin (Châteu de Chimay, 1812),
- Le séjour militaire (1813)
- Le testament et les billets-doux (1819)
- Kastélybeli pásztornő (La bergère châtelaine – Párizs, 1820)
- Emma, avagy a meggondolatlan ígéret (Emma, ou La promesse imprudente – 1821)
- Leicester, ou Le château de Kenilworth (1823)
- A hó (La Neige, ou Le nouvel Éginhard – 1823),
- Vendôme en Espagne (1823)
- Les trois genres (1824)
- Udvari hangverseny (Le concert à la cour, ou la débutante – 1824),
- Léocadie (1825)
- Kőműves és lakatos (Le maçon – 1825),
- Le timide, ou le Nouveau séducteur (1826),
- Fiorella (1826),
- A portici néma (La Muette de Portici, 1828)
- A menyasszony (La fiancée – 1829),
- Les Deux Nuits (1829),
- Fra Diavolo (Fra Diavolo, ou L’hôtellerie de Terracine – 1830)
- Brahma és a bajadér (Le dieu et la bayadère, ou La courtisane amoureuse – 1830),
- Le serment, ou Les faux-monnayeurs (1832),
- Le philtre (1831)
- La marquise de Brinvilliers (1831),
- III. Gusztáv avagy az álarcosbál (1833),
- Lestocq, ou L’intrigue et l’amour (1834),
- Le cheval de bronze (1835),
- Actéon (1836),
- Les chaperons blancs (1836),
- L’ambassadrice (1836)
- A fekete dominó (Le domino noir – 1837),
- Le lac des fées (1839),
- Zanetta, ou Jouer avec le feu (1840),
- A koronagyémántok (Les diamants de la couronne – 1841),
- Le duc d’Olonne (1842),
- Carlo Broschi, vagy az ördög része (La part du diable – 1843)
- La sirène (1844),
- La barcarolle, ou L’amour et la musique (1845),
- Les premiers pas (1847),
- Haydée, ou Le secret (1847),
- L’enfant prodigue (1850),
- Zerline, ou La corbeille d’oranges (1851),
- Marco Spada (1852),
- Jenny Bell (1855),
- Manon Lescaut (1856),
- La Circassienne (1861),
- La fiancée du roi de garbe (1864),
- Le premier jour de bonheur (1868),
- Rêves d’amour (Párizs, 1869).